# Chorągiew kozacka prywatna Mikołaja Wejhera

Herb wojewody Mikołaja Wejhera - tego samego nazwiska

Chorągiew kozacka prywatna Mikołaja Wejhera – chorągiew kozacka prywatna (koronna) I połowy XVII wieku, okresu wojen ze Szwedami i Moskwą.
Szefem tej chorągwi był wojewoda chełmiński i starosta radzyński - Mikołaj Wejher herbu tego samego nazwiska. Chorągiew wzięła udział w wojnie polsko-szwedzkiej 1626-1629.